# Ostrozub
Ostrozub (em cirílico: Острозуб) é uma vila da Sérvia localizada no município de Crna Trava, pertencente ao distrito de Jablanica, na região de Vlasina. Não havia nenhum habitante na vila segundo o censo de 2002.

## Demografia
| 1948 | 1953 | 1961 | 1971 | 1981 | 1991 | 2002 | 2011 |
| ---- | ---- | ---- | ---- | ---- | ---- | ---- | ---- |
| 246  | 239  | 218  | 75   | 33   | 9    | 1    | 0    |